# Bharatayuddha

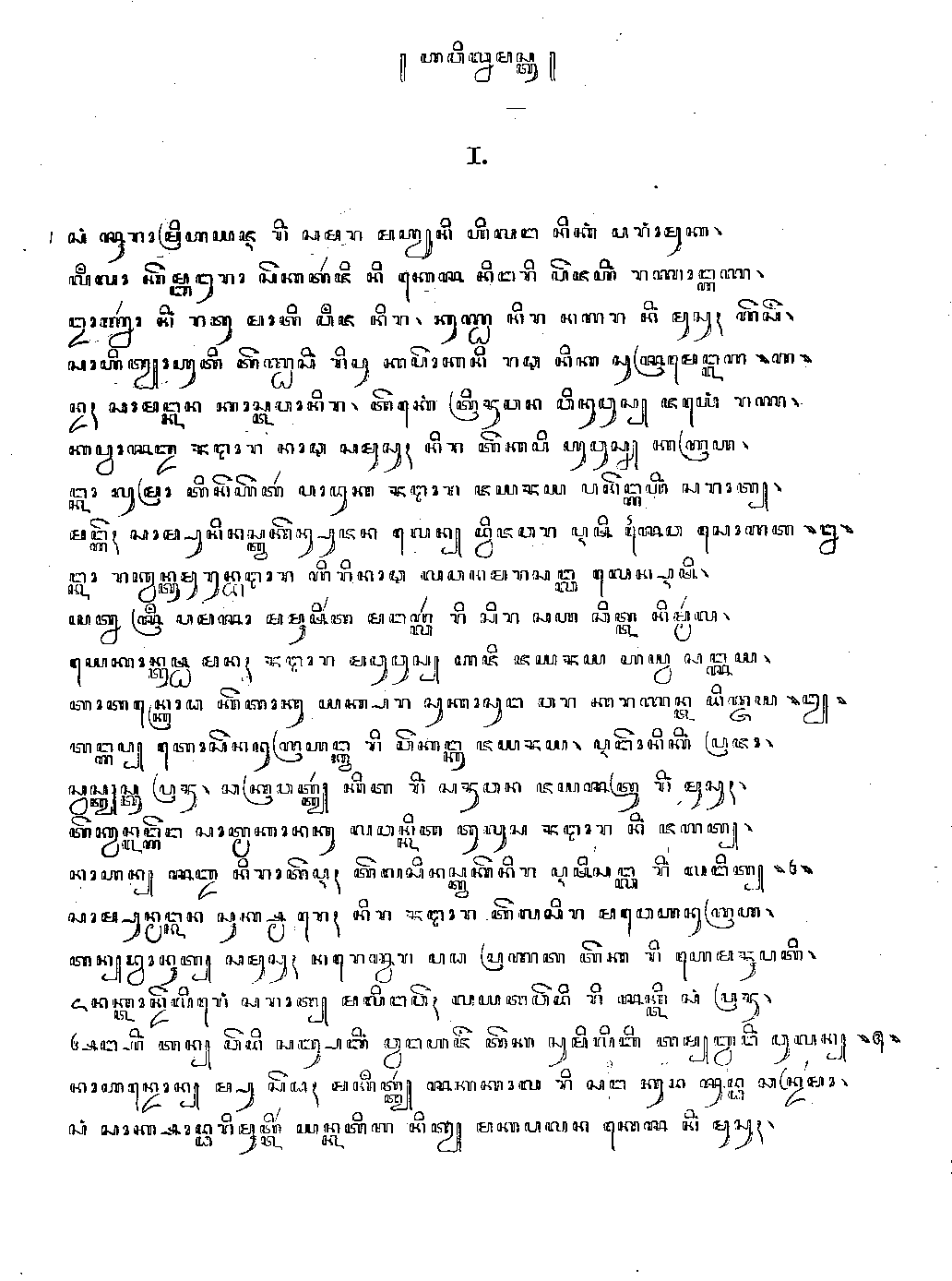
Première page du Bhāratayuddha de Gunning (1903) en caractères javanais

Le Bharatayuddha (« guerre de Bharata ») est un kakawin (poème en métrique indienne kāvya) écrit en 1157 apr. J.-C. en vieux-javanais par les mpu (« maîtres ») Sedah et Panuluh, sous le règne du roi Jayabhaya de Kediri. Il raconte la grande bataille finale dans la guerre de Kurukshetra entre les Pandava et leurs cousins les Kaurava dans la plaine de Kuru en Inde du Nord, un épisode de la grande épopée indienne du Mahābhārata.
On a recensé une centaine de manuscrits de ce poème.